# Герб комуни Ю
Герб комуни Ю (швед. Hjo kommunvapen) — символ шведської адміністративно-територіальної одиниці місцевого самоврядування комуни Ю. 

## Історія
Герб було розроблено для міста Ю. Отримав королівське затвердження 1933 року.    
Після адміністративно-територіальної реформи, проведеної в Швеції на початку 1970-х років, муніципальні герби стали використовуватися лишень комунами. Цей герб був 1974 року перебраний для нової комуни Ю.
Герб комуни офіційно зареєстровано 1979 року.

## Опис (блазон)
У синьому полі золоте вітрильне судно.

## Зміст
Сюжет герба походить з міської печатки 1628 року. Вітрильне судно уособлює мореплавство.      